# San José el Tótoc
San José el Tótoc är en ort i kommunen Ocuilan i delstaten Mexiko i Mexiko. Samhället hade 550 invånare vid folkräkningen år 2020.